# Maasgouw (gemeente)

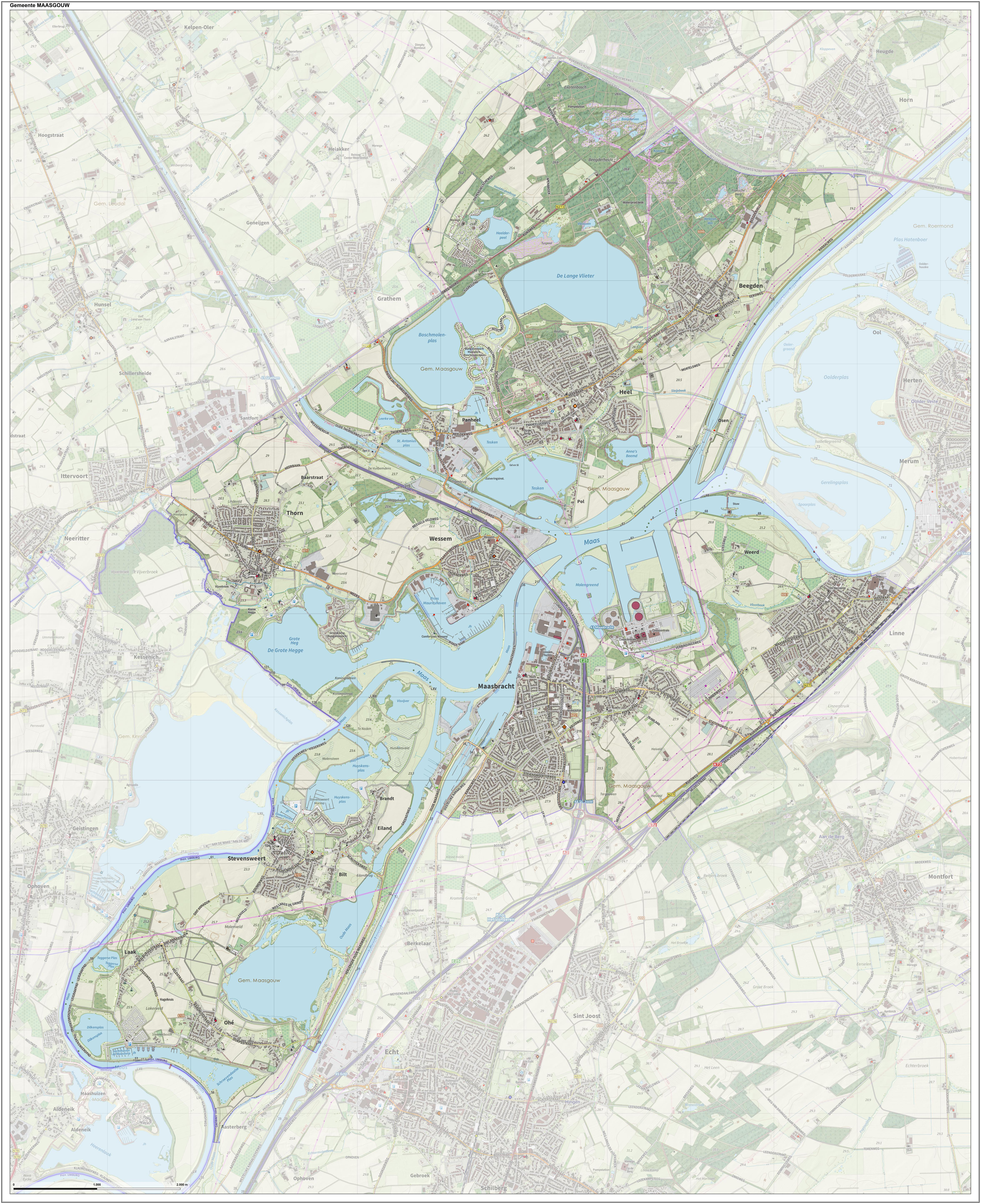
Topografische gemeentekaart van Maasgouw, december 2017

Maasgouw (Limburgs: Maasgoew) is een gemeente in Midden-Limburg die per 1 januari 2007 is ontstaan uit de gemeenten Heel, Maasbracht en Thorn. Deze drie gemeenten hebben besloten tot een vrijwillige gemeentelijke herindeling. Per 22 november 2024 telt de gemeente 24.406 inwoners, verdeeld over de tien kernen: Maasbracht, Ohé en Laak, Stevensweert, Linne, Thorn, Heel en Panheel, Wessem en Beegden.  Maasbracht met ruim 7.000 inwoners is hiervan de grootste, gevolgd door Heel en Linne. De totale oppervlakte van de gemeente is 58,12 km².

## Naam
In de historie is de naam Maasgouw terug te vinden in de Karolingische tijd (750 - 900 na Chr.). Gouw was een Germaanse aanduiding voor provincie. De gemeente Maasgouw ligt centraal in de historische Frankische gouw Pagus Mosarium.  Deze Maasgouw bestreek een gebied langs de Maas van Luik tot Grave, ongeveer het Maasland (Limburg-Luik), de Maasvallei inclusief de huidige Nederlandse provincie Limburg, tussen Aken, Wezet en Nijmegen. Vanaf 900 na Chr. viel de Maasgouw uiteen in koninkrijkjes en vorstendommen, waaronder Thorn.

## Ontstaan
De naam Maasgouw voor de nieuwe gemeente is door middel van stemming gekozen op 17 november 2005 door raadsleden van de voormalige drie gemeenten. Het is een naam die past bij de huidige gemeenten, gezien hun ligging aan de rivier de Maas.
Op 7 juni 2006 werd door de Tweede Kamer een streep gehaald door de plannen voor de gemeente Maasgouw, de gemeente Maasbracht zou beter bij de gemeente Roermond passen. Dit amendement werd ingebracht door de VVD. Dit zou betekenen dat Heel en Thorn waarschijnlijk bij de eveneens nieuwe gemeente Leudal zou worden gevoegd, waarbij Hunsel ter compensatie naar Weert zou gaan. De gemeenten waren het hier niet mee eens en hebben actie gevoerd om de oorspronkelijke plannen alsnog door te laten gaan. Op 12 juni 2006 maakten Tweede Kamerleden van de PvdA en GroenLinks tijdens een manifestatie in Maasbracht bekend dat ze toch afzagen van steun aan het amendement van de VVD en ook voor het oorspronkelijke herindelingsplan en dus ook de nieuwe gemeente Maasgouw zouden gaan stemmen. Hierdoor was een Kamermeerderheid een feit. In de middag van dinsdag 13 juni 2006 werd dan ook in de Tweede Kamer, inclusief door leden van de VVD, voor het oorspronkelijke herindelingsplan gestemd. In de avond van 12 september 2006 heeft de Eerste Kamer gestemd over het herindelingsvoorstel. Het voorstel werd aangenomen, waarmee de nieuwe gemeente Maasgouw per 1 januari 2007 een feit werd. Tegelijk met de Tweede Kamerverkiezingen 2006 op 22 november werd in de gemeenten Heel, Maasbracht en Thorn gestemd voor de eerste gemeenteraad van de nieuwe gemeente. De nieuw verkozen raad trad op 1 januari 2007 bij het ontstaan van de nieuwe gemeente in functie.

## Kernen
Het gemeentehuis staat in Maasbracht.

## Logo
Het blauwe gedeelte vertegenwoordigt het water, het verbindende element in deze gemeente. Het water van de Maas, de havens, de plassen en de beken. De grillige vorm geeft het bruisend karakter weer en symboliseert het in- en uitstromen van de scheepvaart, het verkeer en van mensen die komen en gaan.
De gouden driehoeken symboliseren de oevers, de wuivende rietkragen en de bebouwing. Bovendien verwijzen de punten naar de drie voormalige gemeenten (Heel, Maasbracht en Thorn). Het uitgespaarde driehoekje staat symbool voor scheepvaart en toerisme en refereert aan het witte stadje Thorn.

## Politiek

### Zetelverdeling gemeenteraad
Sinds het ontstaan van de gemeente is de gemeenteraad als volgt samengesteld:
| Gemeenteraadszetels     | Gemeenteraadszetels | Gemeenteraadszetels | Gemeenteraadszetels | Gemeenteraadszetels | Gemeenteraadszetels |
| Partij                  | 2007                | 2010                | 2014                | 2018                | 2022                |
| ----------------------- | ------------------- | ------------------- | ------------------- | ------------------- | ------------------- |
| Lokaal Belang           | 6                   | 7                   | 7                   | 7                   | 8*                  |
| CDA                     | 8                   | 7                   | 5                   | 5                   | 3                   |
| VVD                     | 2                   | 3                   | 4                   | 2                   | 3                   |
| LVM                     | -                   | -                   | -                   | 2                   | 3*                  |
| Nieuw Links Maasgouw    | -                   | -                   | -                   | 2                   | 1                   |
| D66                     | -                   | -                   | -                   | -                   | 1                   |
| Partij Welzijn Maasgouw | -                   | -                   | 1                   | 1                   | -                   |
| PvdA                    | 3                   | 2                   | 2                   | -                   | -                   |
| Totaal                  | 19                  | 19                  | 19                  | 19                  | 19                  |
| opkomstpercentage       | 76,8%               | 53,8%               | 51,6%               | 50,4%               | 48,3%               |

*In 2024 stapte een raadslid van LVM over naar Lokaal Belang

### College van burgemeester en wethouders
Het college van burgemeester en wethouders bestaat uit:
Burgemeester:
- Dion Schneider (VVD)

Wethouders:
- Sjors Blomen (Lokaal Belang)
- Rob Cretskens (Lokaal Belang)
- Tim Snijckers (CDA)

### Structuur
| Maasgouw         | Maasgouw         | Supranationaal         | Nationaal            | Nationaal            | Provincie            | Waterschap         | Arrondissement               | COROP-Gebied   | Gemeente        |
| ---------------- | ---------------- | ---------------------- | -------------------- | -------------------- | -------------------- | ------------------ | ---------------------------- | -------------- | --------------- |
| Administratief   | Niveau           | Europese Unie          | Nederland            | Nederland            | Limburg              | Limburg            | Limburg                      | Midden-Limburg | Maasgouw        |
| Administratief   | Bestuur          | Europese Commissie     | Nederlandse regering | Nederlandse regering | Gedeputeerde staten  | Dagelijks Bestuur  | Rechtbank Limburg            | -              | College van B&W |
| Administratief   | Raad             | Europees Parlement     | Eerste Kamer         | Tweede Kamer         | Provinciale staten   | Algemeen Bestuur   | Gerechtshof 's-Hertogenbosch | -              | Gemeenteraad    |
| Kiesomschrijving | Kiesomschrijving | Kiesdistrict Nederland | Provincie Limburg    | Kieskring Maastricht | Kieskring Maastricht | Waterschap Limburg | -                            | -              | Maasgouw        |
| Verkiezing       | Verkiezing       | Europese               | Eerstekamer-         | Tweedekamer-         | Provinciale staten-  | Waterschaps-       | -                            | -              | Gemeenteraads-  |

## Aangrenzende gemeenten
| Aangrenzende gemeenten | Aangrenzende gemeenten | Aangrenzende gemeenten | Aangrenzende gemeenten | Aangrenzende gemeenten |
| ---------------------- | ---------------------- | ---------------------- | ---------------------- | ---------------------- |
|                        |                        | Leudal                 |                        | Roermond               |
|                        |                        |                        |                        |                        |
| Kinrooi (B)            |                        |                        |                        |                        |
|                        |                        |                        |                        |                        |
| Maaseik (B)            |                        | Echt-Susteren          |                        | Roerdalen              |

## Erfgoed, monumenten
Binnen de gemeente Maasgouw bevinden zich drie beschermde stads- en dorpsgezichten. Verder telt de gemeente 202 rijksmonumenten en zijn er een aantal oorlogsmonumenten, zie:
- Rijksbeschermd gezicht Thorn
- Rijksbeschermd gezicht Stevensweert
- Rijksbeschermd gezicht Wessem
- Lijst van rijksmonumenten in Maasgouw
- Lijst van oorlogsmonumenten in Maasgouw
- Lijst van gemeentelijke monumenten in Maasgouw

## Carnaval
Bij de cultuur van Maasgouw hoort de Vastelaovend (carnaval). In de gemeente zijn een aantal carnavalsverenigingen. De kernen binnen de gemeente Maasgouw hebben elk een eigen carnavalsvereniging. Compleet met Prins Carnaval, Raad van Elf en eigen bonte avonden en optochten. De carnavalsverenigingen in de gemeente Maasgouw zijn:
- Beegden: De Jokers (1960)
- Heel: VV de Gangmaekers (1966)
- Linne: VV de Kwekkerte (1952)
- Maasbracht / Brachterbeek: MCV de Hoonder (1959), CV Onger 't Viaduct (2003)
- Ohé en Laak: CV de Noatevraeters (1960)
- Stevensweert: CV de Leefhöbbers (1990)
- Thorn: VV de Geitebuk (1953)
- Wessem: CV de Golfbraekers (1999)